# ¿Por qué me mataron?
¿Por qué me mataron? (en inglés, Why Did You Kill Me?) es una película documental estadounidense de 2021 dirigida y producida por Fredrick Munk. La película sigue a Belinda Lane mientras rastrea a los involucrados en el asesinato de Crystal Theobald, su hija, usando MySpace.
Se estrenó el 14 de abril de 2021 en Netflix.

## Sinopsis
Después de la muerte de su hija, una madre utiliza el sitio de redes sociales MySpace para investigar a las personas que cree que son responsables, lo que genera repercusiones en varias familias.

## Lanzamiento
La película tuvo su estreno oficial el 14 de abril de 2021 por Netflix.

## Recepción
¿Por qué me mataron? tiene una calificación de aprobación del 70% en el sitio web del agregador de reseñas Rotten Tomatoes, basado en 10 reseñas, con un medio ponderado de 6.90/10.